# Mount Boë
Mount Boë är ett berg i Antarktis. Det ligger i Östantarktis. Norge gör anspråk på området. Toppen på Mount Boë är 2 520 meter över havet.
Terrängen runt Mount Boë är varierad. Trakten är obefolkad. Det finns inga samhällen i närheten. 